# Breite Straße 1 (alt) (Quedlinburg)

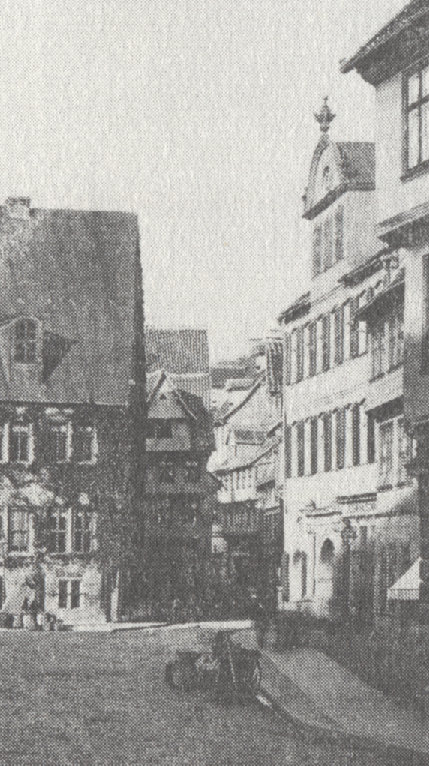
Blick vom Markt in die Breite Straße, links das Rathaus, unmittelbar rechts hiervon vermutlich das Haus Breite Straße 1

Das Haus Breite Straße 1 war ein Gebäude in der Stadt Quedlinburg in Sachsen-Anhalt. Es wurde um 1900 abgerissen und gilt als eines der verlorengegangen wichtigen Gebäude der historischen Fachwerkstadt Quedlinburgs.

## Lage
Es befand sich nordöstlich des Quedlinburger Rathauses, an der Einmündung der Straße Hoken auf die Breite Straße. 

## Architektur und Geschichte
Das viergeschossige Fachwerkhaus entstand etwa 1525. Markant war ein vorkragender Giebel und das hohe steile Dach des Hauses. An der Fachwerkfassade bestand eine sogenannte Ständerreihung. Darüber hinaus gab es Brüstungs- und Füllhölzer. Als Verzierungen fanden sich kräftig profilierte Schiffskehle, die Ähnlichkeiten zu einem Trapezprofil aufwiesen. Die Balkenköpfe waren mit Birnstabformen geziert. Es bestanden auch Schildknaggen und aufgeblattete Kopfstreben. In den Brüstungen des ersten und zweiten Obergeschosses befanden sich geschweifte Andreaskreuze. Im ersten Obergeschoss wurden sie jedoch später entfernt.
Um 1900, in zeitlichem Zusammenhang zur Erweiterung des benachbarten Rathauses, wurde das Gebäude abgebrochen.
Anfang des 21. Jahrhunderts wurde im südlichen Teil der Breiten Straße eine Umnummerierung vorgenommen. Dabei wurde die Nummer 1 an das bisherige Haus Breite Straße 4 neu vergeben. 